# 1. CfR Pforzheim
Der 1. CfR Pforzheim (vollständiger Name: 1. Club für Rasenspiele Pforzheim 1896 e. V.) ist ein Sportverein aus Pforzheim. Der Verein entstand im Jahre 2010 durch die Fusion des VfR Pforzheim mit dem 1. FC Pforzheim. Die erste Fußballmannschaft der Männer spielt seit ihrem Aufstieg 2015 in der Oberliga Baden-Württemberg. Daneben hat der Verein eine Frauenfußballmannschaft sowie Abteilungen im Eishockey („Pforzheim Bisons“) und Schnürles. Seit 2014 besteht außerdem eine Inklusionsabteilung.

## Geschichte

### Stammverein 1. FC Pforzheim
Der 1. FC Pforzheim wurde am 23. April 1896 gegründet und zählte zu den Pioniervereinen des deutschen Fußballs. Im Jahr 1900 zählte er zu den Gründungsvereinen des Deutschen Fußball-Bundes. Den größten Erfolg erreichte der 1. FC im Jahre 1906, als er zunächst durch einen 5:3-Sieg über den FC Hanau 93 Süddeutscher Meister wurde. In der Endrunde um die deutsche Meisterschaft schlug der 1. FC zunächst den Kölner FC 1899 und Union 92 Berlin, ehe sich die Mannschaft im Endspiel dem VfB Leipzig mit 1:2 geschlagen geben musste.

Vereinswappen des 1. FC Pforzheim

Nach dem Ende des Ersten Weltkrieges verlor d’ Club, wie der 1. FC von seinen Anhängern genannt wurde, zunächst den sportlichen Anschluss. 1933 gehörte der 1. FC Pforzheim zu den Gründungsmitgliedern der Gauliga Baden. Die größten Erfolge waren die Vizemeisterschaften 1936, 1938 und 1939. 1944 wurde der Spielbetrieb wegen des Zweiten Weltkrieges eingestellt.
In den Jahren 1949 und 1950 verpasste der 1. FC Pforzheim den Sprung in die damals erstklassige Oberliga Süd. Ab 1950 spielte die Mannschaft in der zweitklassigen II. Division Süd, wo sie nicht über Platzierungen im Mittelfeld hinaus kam. Der größte Erfolg war der dritte Platz in der Saison 1961/62. Ein Jahr später qualifizierte sich der FCP für die neu geschaffene Regionalliga Süd.
In der Regionalliga kämpfte der 1. FC gegen den Abstieg, der 1967 erfolgte. Dreimal wurden die Pforzheimer Vizemeister, die Rückkehr in der Regionalliga wurde jedoch verfehlt. 1978 gehörte der 1. FC zu den Gründungsmitgliedern der Oberliga Baden-Württemberg, stieg jedoch bereits nach der ersten Spielzeit ab. Erst 1985 gelang die Rückkehr. In der Saison 1987/88 sorgten die Pforzheimer im DFB-Pokal für Furore. Nach Siegen über den 1. FC Saarbrücken und Concordia Hamburg scheiterte die Mannschaft im Achtelfinale erst im Wiederholungsspiel gegen Werder Bremen.
1989 verpasste der 1. FC Pforzheim die Meisterschaft durch eine Niederlage im Entscheidungsspiel gegen den SSV Reutlingen 05. Zwei Jahre später wurde der FCP Meister, scheiterte in der Aufstiegsrunde zur 2. Bundesliga am TSV 1860 München. 1994 verpasste der Verein die Qualifikation zur wieder eingeführten Regionalliga und spielte erstmals viertklassig. Finanzielle Probleme führten im Jahre 2004 zu einem Insolvenzverfahren und dem Zwangsabstieg zur Verbandsliga Baden. In der Saison 2006/07 gelang noch einmal die Rückkehr in die Oberliga.
Der 1. FC Pforzheim stellte insgesamt elf deutsche und einen argentinischen Nationalspieler. Arthur Hiller war Kapitän der deutschen Nationalmannschaft beim ersten Länderspiel gegen die Schweiz. Sein Neffe Marius spielte sowohl für die deutsche als auch für die argentinische Auswahl.

### Stammverein VfR Pforzheim

Vereinswappen des VfR Pforzheim

Der VfR Pforzheim entstand am 12. September 1912 durch die Fusion der Vereine FC Alemannia 1897 Pforzheim, FC Phönix 1906 Pforzheim und FC Alemannia 1906 Pforzheim. Im Jahre 1919 schloss sich noch der FC 1919 Pforzheim an. In den 1930er Jahren erreichte der VfR dreimal die Aufstiegsrunde zur Gauliga Baden, scheiterten aber jedes Mal. 1948 verpasste die Mannschaft gegen Amicitia Viernheim nur knapp den Aufstieg in die Oberliga Süd. 1959 wurde der VfR Meister der Amateurliga Baden, verpasste aber den Aufstieg in die II. Division Süd nach Entscheidungsspielen gegen den FC Singen 04 und die SpVgg Bayreuth.
1965 gelang der Aufstieg in die Regionalliga Süd. Dabei profitierte der VfR zunächst davon, dass der Amateurligameister Karlsruher SC Amateure nicht an der Aufstiegsrunde teilnehmen durfte. Nach einer Saison folgte der Abstieg in die Amateurliga, wo der Verein für viele Jahre spielen sollte. Unter der Führung des Mäzens Peter Häberle gelang 1992 der Aufstieg in die Oberliga Baden-Württemberg. Dort wurde der VfR 1995 zwar hinter dem SV Sandhausen Vizemeister, jedoch wurde der Verein von finanziellen Problemen eingeholt. Die Mannschaft wurde in die Bezirksliga zurückgezogen und rutschte anschließend in die Kreisliga ab.

### Fusion zum 1. CfR Pforzheim
Bereits 2007 sollte es zu einer Fusion beider Vereine zum SV Pforzheim 1896 kommen. Diese Pläne scheiterten jedoch schnell. Im Mai 2009 scheiterte ein weiterer Versuch, weil der FCP nicht auf das Holzhofstadion umziehen wollte. Im Juli 2010 kam es schließlich zur Fusion zum 1. CfR Pforzheim, wobei vereinsrechtlich der VfR weitergeführt und der 1. FC aufgelöst wurde. Die erste Mannschaft des Fusionsvereins trat zuerst in der sechstklassigen Verbandsliga Baden an, wo sie bis auf einen vierten Platz in der Saison 2012/13 nicht über das Liga-Mittelfeld hinaus kam. Zur Saison 2014/15 ging der 1. CfR eine Kooperation mit dem TSV Grunbach ein, in deren Rahmen viele Spieler vom Oberliga-Vizemeister nach Pforzheim wechselten. Ende 2014 wurde auch über eine Fusion mit dem Stadtrivalen Kickers Pforzheim diskutiert.
Die Verbandsligasaison 2014/15 schloss die Mannschaft als Tabellenzweiter ab und qualifizierte sich für die Aufstiegsrunde gegen die zweitplatzierten Mannschaften der Verbandsligen Südbaden und Württemberg. Dort setzte sich der 1. CfR gegen den FC Radolfzell (3:0 und 4:1) sowie den 1. Göppinger SV (0:1 und 3:0) durch und stieg dadurch in die Oberliga Baden-Württemberg auf.
2018 erreichte man das Finale des Landespokals, das jedoch gegen den Karlsruher SC verloren wurde. Dennoch sicherte man sich erstmals einen Startplatz im DFB-Pokal. In der ersten DFB-Pokalrunde 2018/19 scheiterte man knapp am Bundesligisten Bayer 04 Leverkusen.

## Spielstätten

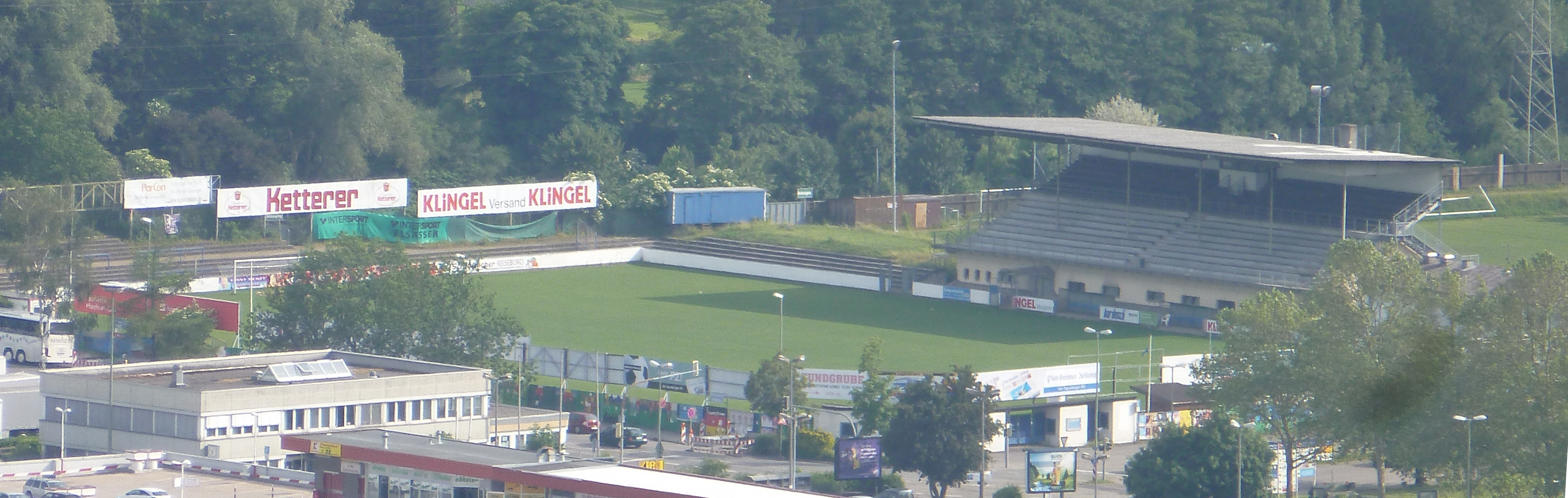
Stadion im Brötzinger Tal vor dem Umbau

In der Saison 2010/11 hat der 1. CfR Pforzheim seine Heimspiele im Stadion im Brötzinger Tal ausgetragen. Das Stadion war zuvor die Heimat des 1. FC Pforzheim und wurde bis Anfang 2020 saniert und umgebaut. Ab 2011 zog der Verein deshalb vorübergehend in das Holzhofstadion um, wo zuvor der VfR Pforzheim spielte. Vor dem Stadionumbau hatten beide Spielstätten eine Kapazität von 10.000 Zuschauern. Das umgebaute Stadion im Brötzinger Tal weist eine Kapazität von 4.500 Plätzen auf. Seit dem 1. Juli 2022 trägt es den Namen Kramski-Arena (Eigenschreibweise: KRAMSKI-ARENA).

## Statistik

### Spielzeiten
| Saison  | Liga                       | Spielklasse | Platz (Mannschaften) | Tore  | Punkte |
| ------- | -------------------------- | ----------- | -------------------- | ----- | ------ |
| 2010/11 | Verbandsliga Baden         | 6. Liga     | 07 (15)              | 40:41 | 39     |
| 2011/12 | Verbandsliga Baden         | 6. Liga     | 12 (16)              | 43:65 | 34     |
| 2012/13 | Verbandsliga Baden         | 6. Liga     | 04 (15)              | 43:31 | 46     |
| 2013/14 | Verbandsliga Baden         | 6. Liga     | 07 (15)              | 30:34 | 36     |
| 2014/15 | Verbandsliga Baden         | 6. Liga     | 02 (15)              | 57:27 | 62     |
| 2015/16 | Oberliga Baden-Württemberg | 5. Liga     | 05 (18)              | 58:39 | 54     |
| 2016/17 | Oberliga Baden-Württemberg | 5. Liga     | 08 (18)              | 54:50 | 49     |
| 2017/18 | Oberliga Baden-Württemberg | 5. Liga     | 13 (18)              | 38:54 | 40     |
| 2018/19 | Oberliga Baden-Württemberg | 5. Liga     | 11 (18)              | 44:44 | 45     |
| 2019/20 | Oberliga Baden-Württemberg | 5. Liga     | 14 (18)              | 23:18 | 25 1   |
| 2020/21 | Oberliga Baden-Württemberg | 5. Liga     | 11 (21)              | 21:17 | 15 2   |
| 2021/22 | Oberliga Baden-Württemberg | 5. Liga     | 5 (20)               | 68:52 | 60     |
| 2022/23 | Oberliga Baden-Württemberg | 5. Liga     | 3 (18)               | 80:51 | 66     |
| 2023/24 | Oberliga Baden-Württemberg | 5. Liga     | 4 (18)               | 79:46 | 64     |
| 2024/25 | Oberliga Baden-Württemberg | 5. Liga     | 5 (18)               | 65:44 | 60     |

### Trainer
- Rudi Herzog (1. Juli 2010–30. Juni 2011; davor Trainer des 1. FC Pforzheim)
- Alexander Keller (1. Juli 2011–24. Oktober 2011)[13]
- Roland Friebele (25. Oktober 2011–7. November 2011; interim)[14]
- Rainer Krieg (8. November 2011–20. Mai 2012)[15][16]
- Gökhan Gökce (21. Mai 2012–30. Juni 2014)[17]
- Teodor Rus (1. Juli 2014–30. Juni 2017)[18]
- Adis Herceg (1. Juli 2017–22. Oktober 2017)[19]
- Gökhan Gökce (23. Oktober 2017 – 5. August 2019)[20]
- Fatih Ceylan (5. August 2019 – 15. Dezember 2021)[21]
- Volker Grimminger (15. Dezember 2021 – 10. September 2022)[22][23]
- Alexander Freygang / Sani Murati (10. September 2022 – 3. Januar 2024)[24]
- Thomas Herbst (seit 3. Januar 2024)[25]

### Persönlichkeiten
- Fatih Ceylan (2014–2017)
- Dirk Prediger (2014–2017)
- Dragan Paljic (2015–2016)
- Robin Binder (2017)
- Manuel Salz (2014–2021)
- Julian Grupp (2017–2020)
- Stanley Ratifo (seit 2017)

### Erfolge
- Aufstieg in die Oberliga Baden-Württemberg: 2015
- Teilnahme am DFB-Pokal: 2018
- bfv-Rothaus-Pokal-Finalist: 2018, 2023

## Eishockey
Die Mannschaft der Eishockeyabteilung des 1. CfR Pforzheim nennt sich Pforzheim Bisons (vorher „Blue Gold Stars“) und spielte in der Saison 2017/18 in der Landesliga Baden-Württemberg. Nach dem Abstieg aus der Regionalliga 2012/13 traten sie in der Saison 2013/14 in der Landesliga Baden-Württemberg an. Nach Gewinn der Meisterschaft in der Saison 2019/20, stiegen die Bisons in die Regionalliga Süd-West auf. Die Spiele werden in der St. Maur Halle in Pforzheim ausgetragen. Die Halle hat eine Kapazität von 1600 Plätzen und wurde 1992 anlässlich der Landesgartenschau Baden-Württemberg errichtet.

### Erfolge
- Aufstieg in die Regionalliga Süd-West (4. Liga) 2012, 2020
- Aufstieg in die Baden-Württemberg-Liga (4. Liga) 2024
- Hauptrundensieger Regionalliga Süd/West 2022

#### Meisterschaften in der Landesliga Baden-Württemberg
- 2010 Blue Gold Stars Pforzheim
- 2011/12 Blue Gold Stars Pforzheim (Vizemeister)
- 2016 Pforzheim Bisons
- 2016/17 Pforzheim Bisons (Vizemeister)
- 2020 1. CfR Pforzheim (Pforzheim Bisons)